# Historia Tajwanu

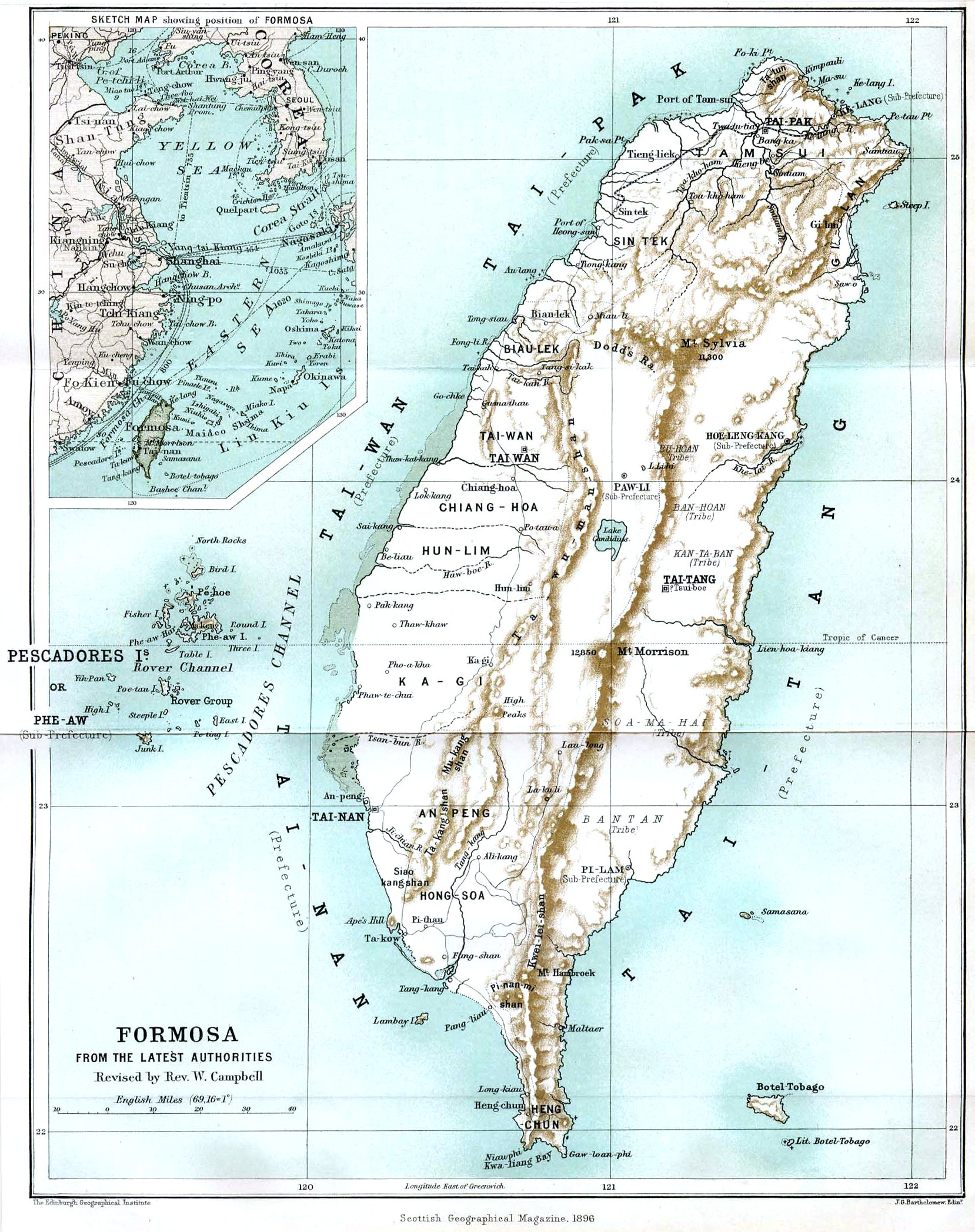
Wyspa na mapie z 1896

## Prehistoria
Pierwsze ślady obecności człowieka na Tajwanie datowane są na około 30 tysięcy lat p.n.e.
Około 4000 roku p.n.e. Tajwan został zasiedlony przez ludność pochodzenia austronezyjskiego (Aborygeni tajwańscy).

## Kolonizacja Tajwanu
W 1517 r. Tajwan został odkryty przez Portugalczyków. Wyspa została dostrzeżona ze statku portugalskiego, który płynął w kierunku Japonii. W dzienniku kapitana zostały wtedy zawarte słowa: „Ilha Formosa” („piękna wyspa”)
Obecnie nazwa ta jest używana w promocji Tajwanu.
W 1624 r. w południowej części wyspy (dzisiejszy Tainan) Holendrzy założyli kolonię, którą zarządzała Kompania Wschodnioindyjska. Rozwinęli oni uprawę ryżu i trzciny cukrowej (ryż i cukier stały się głównymi towarami eksportowymi wyspy aż do XX w.). Na potrzeby uprawy sprowadzili kilkadziesiąt tysięcy chińskich osadników, co rozpoczęło zasiedlanie Tajwanu na wielką skalę przez ludność chińską. Za panowania holenderskiego wybuchło kilka powstań chińskich i aborygeńskich.
Oprócz działalności handlowej Holendrzy prowadzili też działalność misjonarską, wydając m.in. ewangelię w języku aborygeńskim (Siraya).
W 1661 r. Tajwan został zaatakowany przez mingowskiego lojalistę Zheng Chenggonga. Jego armii udało się wyprzeć Holendrów z wyspy i utworzyć niezależne Królestwo Dongning. Po śmierci Zhenga władzę na wyspie przejął jego syn, Zheng Jing, a następnie Zheng Keshuang. Podczas ich rządów, trwających 22 lata, na wyspie nastąpił rozwój produkcji cukru i soli.
W 1683 r. z rozkazu chińskiego cesarza Kangxi z dynastii Qing armia chińska zlikwidowała Królestwo Dongning i przyłączyła Tajwan do Chin.
Podczas 212-letniego panowania chińskiego Tajwan został zasiedlony przez imigrantów z Chin. Słaba struktura władzy i napięcia etniczne pomiędzy aborygenami i Chińczykami oraz pomiędzy grupami chińskimi, zwłaszcza Hakka i Hoklo, spowodowały wiele powstań, z których największe miały miejsce w 1721 (Zhu Yigui), 1786 (Lin Shuangwen) i 1862 (Dai Chaochun).
W 1706 r. emigranci z południowo-wschodnich Chin założyli dzisiejszą stolicę wyspy, Tajpej.
W 1858 r. na mocy traktatu kończącego II wojnę opiumową zostały otwarte porty dla kupców z Zachodu.
W 1874 r. Japonia wysłała na wyspę ekspedycję karną, po zamordowaniu przez aborygenów Paiwan rozbitków ze statku z Riukiu.
W 1884 r., podczas wojny chińsko-francuskiej (o Wietnam) na wyspę uderzyli Francuzi, ale nie odnieśli większych sukcesów.
W 1887 r. Tajwan został przekształcony w samodzielną prowincję. Energiczny pierwszy gubernator Liu Mingchuan rozpoczął reformy i modernizację wyspy, budując pierwsze koleje, łącząc wyspę z kontynentem kablem telegraficznym i zakładając pocztę.

## Tajwan pod władzą Japonii
W 1895 r., po wojnie japońsko-chińskiej, na mocy traktatu z Shimonoseki wyspa została przekazana Japonii. W ramach antyjapońskiego oporu utworzono 24 maja 1895 Republikę Tajwanu (Republikę Formozy). Pierwszym jej prezydentem został Tang Jingsong, który jednak 6 czerwca uciekł z wyspy po tym, jak 29 maja w Keelungu wylądowały wojska japońskie. Opór w południowej części stawiły im wojska lokalne i „Czarne Chorągwie” pod wodzą ministra obrony Republiki, a następnie jej drugiego prezydenta Liu Yongfu. 21 października kapitulacja Tainanu zakończyła zorganizowaną obronę.
Japończycy postanowili uczynić z wyspy modelową prowincję, przeznaczając na jej rozwój znaczną część kontrybucji otrzymanych od Chin. Ustanowili silną administrację z gubernatorem generalnym na czele. Połączyli północ z południem linią kolejową, rozbudowali sieć drogową i porty. Wprowadzili nowe odmiany ryżu, rozbudowali przemysł kamforowy, cukierniczy, drzewny i wydobywczy. Stworzyli sieć elektrowni (Tajpej było drugim po Tokio zelektryfikowanym miastem Azji Wschodniej). Kilkakrotnie dochodziło do zrywów Chińczyków przeciwko japońskiemu panowaniu, z których najbardziej znany jest incydent Tapani z 1915 roku. Z okupantem walczyli również aborygeni tajwańscy, m.in. w Busha w 1930 roku.
Największym osiągnięciem było stworzenie powszechnego systemu szkolnictwa, który pod koniec japońskiego panowania (1944 r.) obejmował ponad 90% dzieci; zostało też wówczas wprowadzone obowiązkowe nauczanie dziewięcioklasowe. W 1928 r. założono Cesarski Uniwersytet Taihoku, dzisiejszy Narodowy Uniwersytet Tajwański.
Tajwańczycy, choć korzystali z osiągnięć cywilizacyjnych, jakie przyniosła kolonia, podlegali surowym i niesprawiedliwym prawom, mającym utrzymać porządek na niespokojnej wyspie. Jednakże wykorzystując rozluźnienie polityczne ery Taishō rozwinęli działalność społeczną i polityczną, dążąc do poprawy swej sytuacji. Koniec tej działalności, rozpoczętej powołaniem w 1914 Tajwańskiego Stowarzyszenia na rzecz Asymilacji, nastąpił w 1937, gdy po rozpoczęciu II wojny chińsko-japońskiej na wyspie ponownie zaprowadzono rządy gubernatorów wojskowych i wprowadzono program intensywnej japonizacji. Podczas II wojny światowej około 30 tysięcy Tajwańczyków służyło we flocie i armii japońskiej, m.in. w ochotniczych oddziałach Takasago.

## Republika Chińska
W 1945 r. prowincja powróciła do Chin, na mocy porozumienia z Kairu z 1943. Rządy Kuomintangu, uznawane za słabe i skorumpowane, spowodowały załamanie gospodarcze, a prześladując Tajwańczyków doprowadziły do wybuchu rozruchów (Incydent 28 lutego), krwawo stłumionych. Zdarzenie to legło u podstaw podziału na Tajwańczyków: benshengren (ci, którzy przybyli z kontynentu w dawnych czasach) i waishengren (ci, którzy przybyli po 1945), do dziś widocznego w polityce.

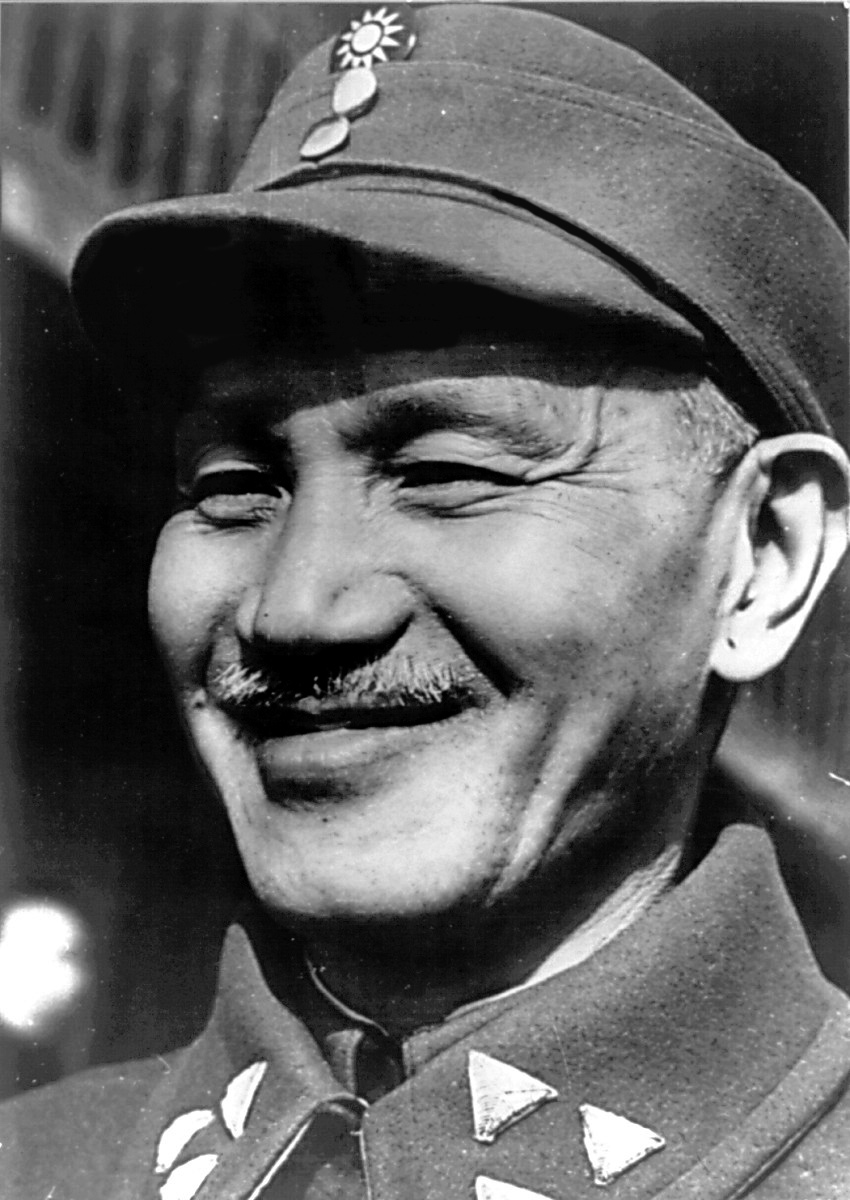
Czang Kaj-szek

W wyniku wojny domowej, wygranej przez Mao Zedonga w 1949, część stronników Czang Kaj-szeka związanych z Kuomintangiem uciekło na Tajwan, gdzie kontynuowali dalsze rządy. Po ewakuacji rządu Republiki Chińskiej na Tajwan władzę dyktatorską przejął Czang Kaj-szek. W polityce zagranicznej podkreślał, że reprezentuje całość Chin. Posługiwał się rządami silnej ręki, wprowadził trwający 38 lat stan wojenny. Wszelka działalność opozycyjna była tłumiona – uznawano ją za niezgodną z racją stanu, często oskarżano o komunizm, w pokazowych procesach wydawano wyroki śmierci. W polityce partyjnej stosowano czystkę. Wielu działaczy wyjechało do Stanów Zjednoczonych i Japonii.
W latach 50. XX wieku między Republiką Chińską na Tajwanie a ChRL trwała otwarta wojna. Po samoizolacji Chin w latach 60. Tajwan większą uwagę mógł skupić na gospodarce, w której przyjęto politykę liberalną. Dużą rolę, zwłaszcza w latach 50. XX w., odegrała pomoc Stanów Zjednoczonych.
Tajwan od 1949 r. posiadał własną reprezentację piłkarską, która w 1960 zajęła trzecie miejsce w Pucharze Azji. Większość zawodników tej reprezentacji pochodziła z Hongkongu.
Wykorzystując potencjał odziedziczony po Japończykach (przemysłowy i edukacyjny) Tajwańczycy rozwinęli gospodarkę i wkrótce weszli w skład tzw. 4 azjatyckich tygrysów. Rozbudowano przemysł lekki, stalowy i petrochemiczny. Od lat 80. XX w. zaczęto rozwijać przemysł komputerowy i zbrojeniowy. Dzięki pomocy gospodarczej Stanów Zjednoczonych i Japonii dochód narodowy brutto w 1988 był znacznie wyższy niż w kontynentalnych Chinach. Ścisłe związki ze Stanami Zjednoczonymi potwierdzał układ obronny z 1954 r.
Do 1971 r. Republika Chińska na Tajwanie, dzięki poparciu USA i ich sojuszników, była reprezentantem całych Chin w ONZ i posiadała miejsce w Radzie Bezpieczeństwa, mimo że realnie sprawowała władzę tylko nad Tajwanem i pobliskimi wyspami. Państwa bloku komunistycznego za jedynego reprezentanta Chin uznawały rząd w Pekinie i próbowały usunąć Republikę Chińską. Udało się to, dopiero gdy USA, dążąc do poprawy stosunków z Pekinem oświadczyły, że nie będą się sprzeciwiać przyjęciu ChRL do ONZ. Przyjęta na wniosek Albanii Rezolucja 2758 szła jednak dalej, usuwając Republikę Chińską i zastępując ją we wszystkich organach ONZ, przedstawicielami ChRL.

## Tajwan po śmierci Czang Kaj-szeka
W 1975 roku zmarł prezydent Czang Kaj-szek, którego na stanowisku zastąpił Yen Chia-kan. Jego dekretem zbudowano grobowiec Czang Kaj-szeka. Realną władzę przejął syn Czanga, premier Chiang Ching-kuo, który następnie objął urząd prezydenta w 1978 r. W 1979 roku Stany Zjednoczone zerwały stosunki dyplomatyczne z Tajwanem i wypowiedziały układ obronny, nawiązując równocześnie oficjalne stosunki dyplomatyczne z ChRL i uznając, że to rząd w Pekinie (a nie, jak było dotąd, ten w Tajpej) jest jedynym reprezentantem Chin na świecie. Za USA poszło większość państw, które dotąd uznawały Republikę Chińską, co spowodowało trwającą do dziś izolację polityczną państwa. W tym samym roku Kongres USA przyjął Taiwan’s Relations Act (TRA), dokument określający pozycję USA wobec wyspy, w tym możliwość sprzedaży broni. TRA pełni nieformalnie rolę układu między Tajwanem a USA. Na skutek tych niepowodzeń na arenie międzynarodowej, rząd Republiki musiał starać się o zwiększenie poparcia wewnątrz kraju. Dlatego w późnych latach 1970. zaczęto realizować program tajwanizacji Kuomintangu, czego najważniejszym przejawem było wypromowanie przez prezydenta Chiang Ching-kuo na swego następcę wywodzącego się z Tajwanu Lee Teng-hui’a. Rozpoczęto też proces liberalizacji politycznej, dopuszczając ograniczoną opozycję w postaci ruchu dangwai. W 1986 roku, na bazie aktywistów dangwai powstała opozycyjna Demokratyczna Partia Postępowa; kilka miesięcy później zniesiono stan wojenny i stopniowo zmniejszano kontrolę prasy; zalegalizowano partie opozycyjne popierające niezależność od komunistycznych Chin. W przeprowadzonych w 1992 roku wyborach powszechnych zwyciężył Kuomintang. W lutym 1993 roku premierem został Lien Chan. W 1996 r. w pierwszych demokratycznych wyborach prezydentem Tajwanu został Lee Teng-hui. Cztery lata później zastąpił go Chen Shui-bian z Demokratycznej Partii Postępowej. Za jego kadencji w 2002 roku podjęto próbę wstąpienia do ONZ, która zakończyła się niepowodzeniem.

## Republika Chińska w XXI wieku
W 2002 roku Tajwan został przyjęty do WTO, jako „Oddzielny Obszar Celny Tajwanu, Penghu, Kinmen i Matsu”. W tym samym roku u wybrzeży Tajwanu doszło do katastrofy lotniczej. W wyborach do Zgromadzenia Narodowego (Guomin Dahu) 2005 roku zwyciężyła Demokratyczna Partia Postępowa, zyskując 127 mandatów. Drugą partia był Kuomintang, uzyskując 117 mandatów. W parlamencie znalazły się również mniejsze ugrupowania, uzyskując kilkanaście mandatów. W 2008 roku prezydentem kraju został Ma Ying-jeou, wiceprezydentem zaś Vincent Siew. Były pomysły przyłączenia Tajwanu do Chińskiej Republiki Ludowej w myśl projektu Jeden kraj, dwa systemy, na podstawie którego ChRL reprezentowałaby Tajwan w stosunkach międzynarodowych, ale wyspa miała zachować własne władze i siły zbrojne. Doktryna ta, wykorzystana w przypadku Hongkongu, została w 2005 r. zastąpiona przez tzw. ustawę antysecesyjną, uchwałę parlamentu ChRL nakazującą użycie siły w przypadku prób formalnego zadeklarowania niepodległości.
Od 23 lutego 2006 roku istnieje w Polsce Polsko-Tajwański Zespół Parlamentarny.
W wyborach 15 stycznia 2016 zwyciężyła kandydatka opozycji Tsai Ing-wen. Jej partia (Demokratyczna Partia Postępu) wygrała też wybory parlamentarne.

## Prezydenci Republiki Chińskiej na Tajwanie
- Czang Kaj-szek (20 maja 1948 – 21 stycznia 1949)
- Li Zongren (21 stycznia 1949 – 1 marca 1950) – tymczasowo
- Czang Kaj-szek (1 marca 1950 – 5 kwietnia 1975)
- Yen Chia-kan (5 kwietnia 1975 – 20 maja 1978)
- Chiang Ching-kuo (20 maja 1978 – 13 stycznia 1988)
- Lee Teng-hui (13 stycznia 1988 – 20 maja 2000)
- Chen Shui-bian (20 maja 2000 – 20 maja 2008)
- Ma Ying-jeou (20 maja 2008 – 20 maja 2016)
- Tsai Ing-wen (od 20 maja 2016)